# Donville-les-Bains
Donville-les-Bains est une commune française du département de la Manche, dans la région Normandie, peuplée de 3 133 habitants. C'est une station balnéaire limitrophe de Granville.

## Géographie

### Situation
La commune est située à 27 km de Coutances, 26 km d'Avranches et 29 km de Villedieu-les-Poêles. Elle est à 52 km de Saint-Lô, préfecture de la Manche et à 322 km de Paris, sous la même latitude que le jardin du Luxembourg à Paris. Le Mont-Saint-Michel est distant de 47 km.
Donville est baignée à l'ouest par la Manche. Au nord, se trouve la commune de Bréville-sur-Mer, à l'est les communes de Longueville et d'Yquelon et au sud la commune de Granville. À l'ouest s'étend l'archipel de Chausey (commune de Granville).
| La Manche | Bréville-sur-Mer   | Bréville-sur-Mer    |
| La Manche | Donville-les-Bains | Longueville Yquelon |
| Granville | Granville          | Yquelon             |

### Hydrographie
La commune est située dans le bassin Seine-Normandie. Elle est drainée par le ruisseau du Boscq, le cours d'eau 01 de Bréville-sur-Mer, le cours d'eau 01 de la commune de Bréville-sur-Mer, le fossé 01 de Yquelon et un autre petit cours d'eau,.
Le Boscq sert de limite avec la commune de Granville (sur une partie seulement). D'une longueur de 18 km, il prend sa source dans la commune de La Meurdraquière et se jette  dans le golfe de Saint-Malo à Granville, après avoir traversé douze communes. 

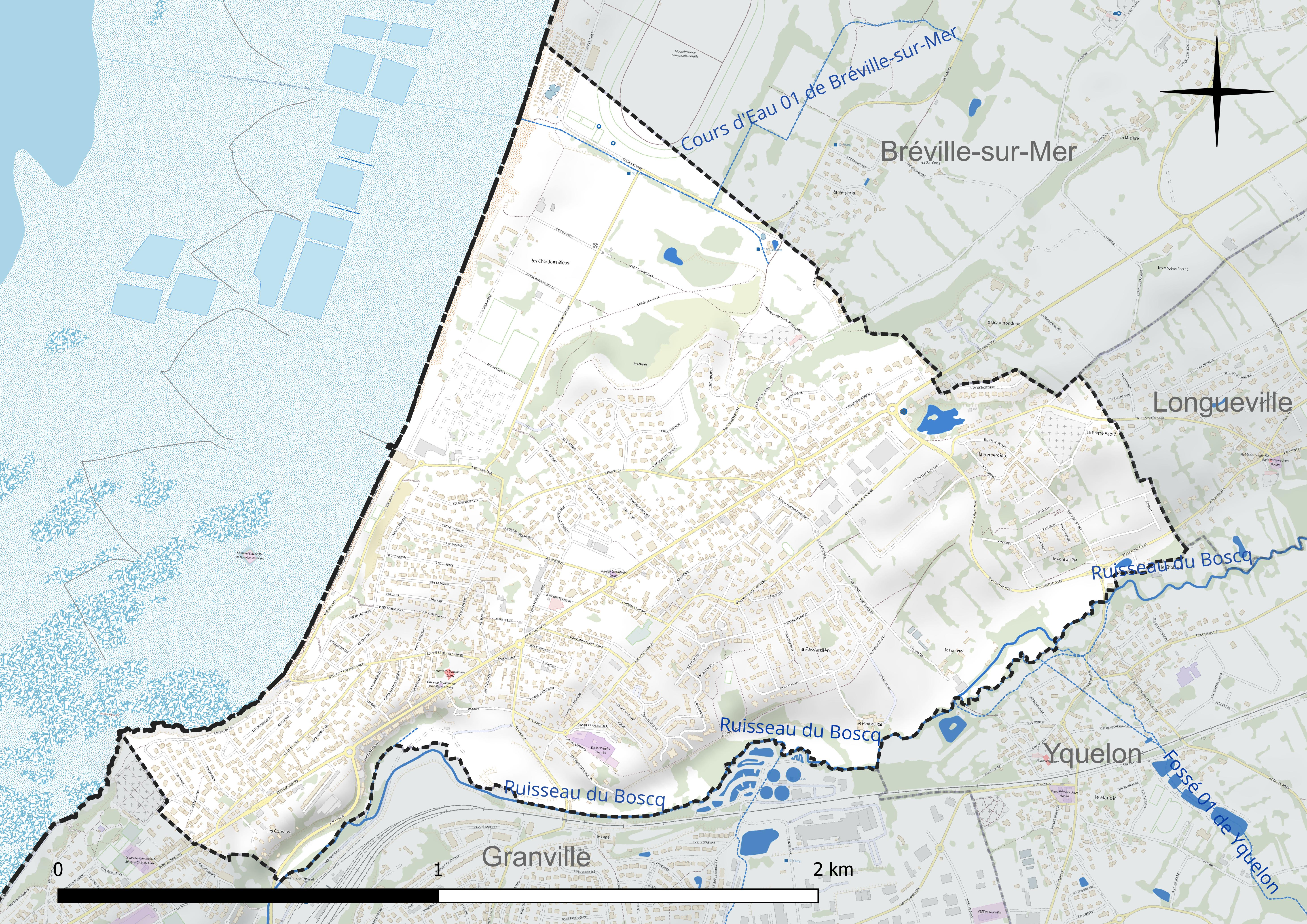
Réseau hydrographique de Donville-les-Bains.

### Climat
Pour des articles plus généraux, voir Climat de la Normandie et Climat de la Manche.
En 2010, le climat de la commune est de type climat océanique franc, selon une étude du CNRS s'appuyant sur une série de données couvrant la période 1971-2000. En 2020, Météo-France publie une typologie des climats de la France métropolitaine dans laquelle la commune est exposée à un climat océanique et est dans la région climatique « Normandie (Cotentin, Orne) » et « Bretagne orientale et méridionale, Pays nantais, Vendée »0. Parallèlement le GIEC normand, un groupe régional d’experts sur le climat, différencie quant à lui, dans une étude de 2020, trois grands types de climats pour la région Normandie, nuancés à une échelle plus fine par les facteurs géographiques locaux. La commune est, selon ce zonage, exposée à un « climat maritime », correspondant au Cotentin et à l'ouest du département de la Manche, frais, humide et pluvieux, où les contrastes pluviométrique et thermique sont parfois très prononcés en quelques kilomètres quand le relief est marqué.
Pour la période 1971-2000, la température annuelle moyenne est de 11,2 °C, avec une amplitude thermique annuelle de 11,5 °C. Le cumul annuel moyen de précipitations est de 917 mm, avec 13,7 jours de précipitations en janvier et 8,4 jours en juillet. Pour la période 1991-2020, la température moyenne annuelle observée sur la station météorologique la plus proche, située sur la commune de Longueville à 2 km à vol d'oiseau, est de 11,9 °C et le cumul annuel moyen de précipitations est de 802,4 mm,. Pour l'avenir, les paramètres climatiques de la commune estimés pour 2050 selon différents scénarios d’émission de gaz à effet de serre sont consultables sur un site dédié publié par Météo-France en novembre 2022.

### Géologie et relief
Le relief de la commune est marqué par la présence d'un promontoire (batholite de Granville) et d'une falaise morte (qui n'est plus en contact avec l'eau). La R.D. no 971 reliant à Granville à Coutances traverse ce plateau d'altitude 40 à 60 m qui constitue la principale étendue urbanisée de la commune.
Donville est construite en partie sur le rocher qui se poursuit au sud-ouest jusqu'à la pointe du Roc de Granville. Ce terrain briovérien est composée de diamictites et de conglomérats lessivés interstratifiés dans des schistes et des grès (poudingue de Granville). La partie nord de la commune est constituée par des formations de Grauwackes dominantes alternant avec siltites et schistes fins. Deux veines de quartz sont présentes entre ces deux premières formations. Durant l’ère quaternaire, la mer arrivait jusqu’au pied de la falaise.
La partie littorale de la commune est constituée par des formations de dunes récentes apparues après le XIIIe siècle apr. J.-C. Entre le cordon dunaire et le pied de la falaise morte, s'étend une zone dépressionnaire d'arrière-plage. Ce large espace, généralement marécageux, est désigné localement par le terme de « mielles ». Une zone de tourbe récente est localisée au nord, au niveau de la Bergerie.

## Urbanisme

### Typologie
Au 1er janvier 2024, Donville-les-Bains est catégorisée ceinture urbaine, selon la nouvelle grille communale de densité à sept niveaux définie par l'Insee en 2022.
Elle appartient à l'unité urbaine de Granville, une agglomération intra-départementale regroupant neuf  communes, dont elle est une commune de la banlieue,,. Par ailleurs la commune fait partie de l'aire d'attraction de Granville, dont elle est une commune du pôle principal,. Cette aire, qui regroupe 34 communes, est catégorisée dans les aires de moins de 50 000 habitants,.
La commune, bordée par la Manche, est également une commune littorale au sens de la loi du 3 janvier 1986, dite loi littoral. Des dispositions spécifiques d’urbanisme s’y appliquent dès lors afin de préserver les espaces naturels, les sites, les paysages et l’équilibre écologique du littoral, tel le principe d'inconstructibilité, en dehors des espaces urbanisés, sur la bande littorale des 100 mètres, ou plus si le plan local d’urbanisme le prévoit.

### Occupation des sols
L'occupation des sols de la commune, telle qu'elle ressort de la base de données européenne d’occupation biophysique des sols Corine Land Cover (CLC), est marquée par l'importance des territoires artificialisés (72,6 % en 2018), en augmentation par rapport à 1990 (67 %). La répartition détaillée en 2018 est la suivante : zones urbanisées (56,7 %), prairies (23,7 %), zones industrielles ou commerciales et réseaux de communication (12 %), espaces verts artificialisés, non agricoles (3,8 %), espaces ouverts, sans ou avec peu de végétation (2,8 %), zones agricoles hétérogènes (1 %). L'évolution de l’occupation des sols de la commune et de ses infrastructures peut être observée sur les différentes représentations cartographiques du territoire : la carte de Cassini (XVIIIe siècle), la carte d'état-major (1820-1866) et les cartes ou photos aériennes de l'IGN pour la période actuelle (1950 à aujourd'hui).

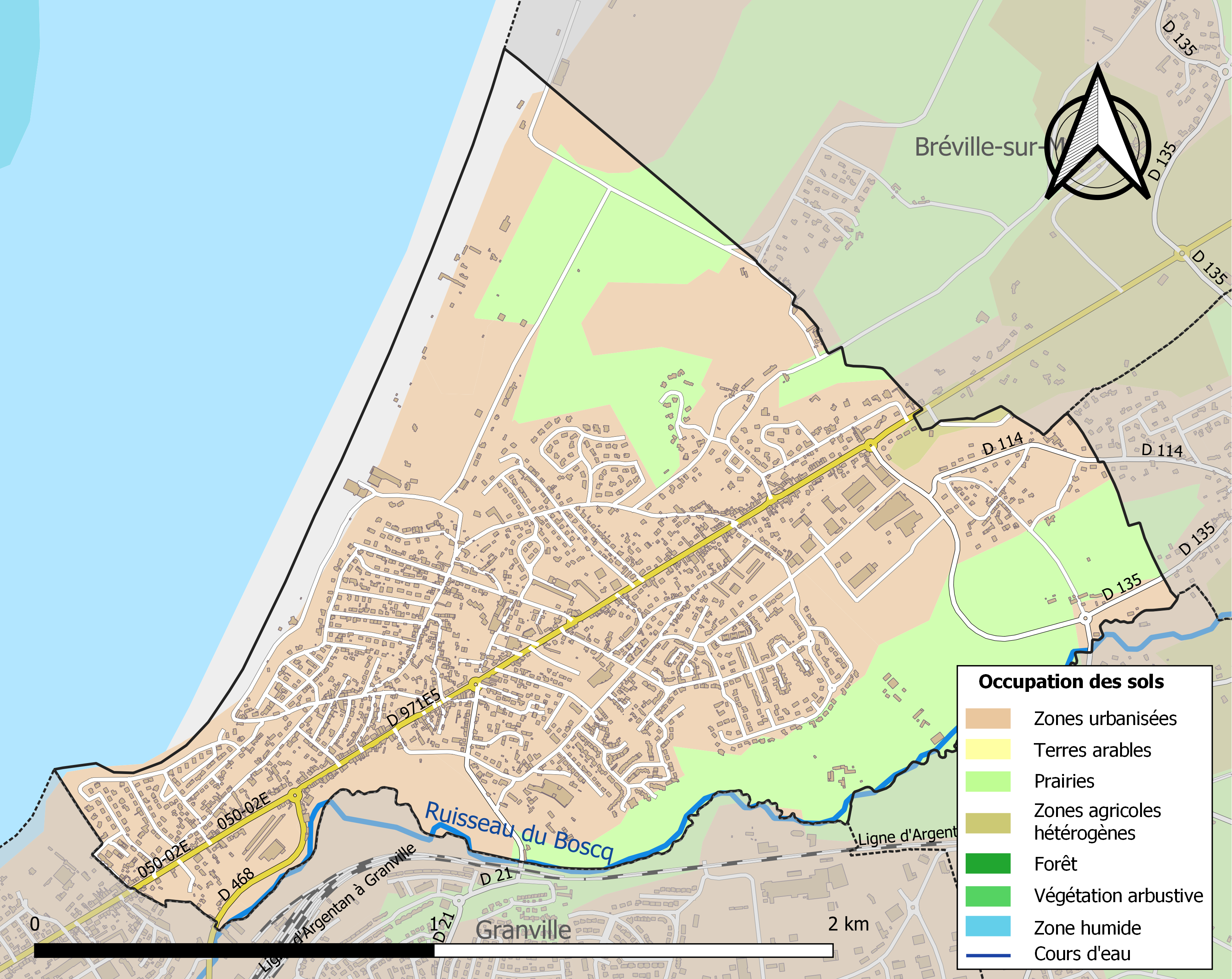
Carte des infrastructures et de l'occupation des sols de la commune en 2018 (CLC).

### Transports
- La commune est traversée par la route de Coutances (D 971 E) qui relie Granville à Coutances. L'autoroute A84, dite « autoroute des estuaires », est accessible par l'échangeur 37 de Villedieu-les-Poêles et permet de rallier Caen (104 km) ou Rennes (101 km) en un peu plus d'une heure et quinze minutes.
- La gare SNCF de Granville, située dans la commune voisine, permet de rejoindre Paris par train Intercités, ainsi que Rennes ou Caen par TER.
- Le port de Granville offre des dessertes régulières par bateau de Chausey et des îles anglo-normandes.
- L'aérodrome de Granville, situé quelques kilomètres au nord sur la commune de Bréville-sur-Mer accueille une aviation de loisir mais pas de ligne régulière. Les aéroports les plus proches sont Cherbourg, Caen et Rennes.
- Les lignes 3, 122 et 202 du réseau départemental interurbain Manéo desservent la commune.
- Le plan global de déplacements de la communauté de communes du Pays granvillais prévoit la mise en place d'un réseau de transport urbain au 1er janvier 2014. Deux lignes de bus de ce réseau passeront par la commune de Donville[24].

## Toponymie
Le nom de la localité est attesté sous les formes Dunvilla en 1172 et Donvilla en 1180 et 1200,.
Il s'agit d'une formation toponymique médiévale en -ville au sens ancien de « domaine rural », précédé d'un anthroponyme selon le cas général,,.
L'élément Don- pourrait représenter un nom de personne germanique tel que Dono, Dodo(n),,, ou encore du latin dominus « seigneur », (comprendre gallo-roman DOMINU), cependant il aurait dû évoluer en Dam- dans ce cas, au moins dans quelques formes anciennes cf. Damville (Eure) ; Dampsmesnil (Eure, anciennement Dammesnil) ; Dampierre ; etc.
Donville a pris le nom de Donville-les-Bains en 1907, en référence à l'activité balnéaire et pour éviter l'homonymie avec Donville (Calvados)
Le gentilé est Donvillais.

## Histoire

### Implantation du christianisme
La présence de tribus gauloises est attestée à Donville par des fouilles effectuées près du cimetière. Donville était sur la voie romaine Coutances - Saint-Pair.
C'est au niveau d'une ancienne villa romaine, à l'emplacement du cimetière Saint-Clair actuel, que saint Clair se serait installé et aurait fondé un monastère, à la fin du IXe siècle. Saint Clair serait né à Olchestria, en Angleterre, aux environs de l'an 845. Après avoir traversé la Manche, il s'installe d'abord dans la région de Cherbourg, vivant en ermite, puis passe deux années à Donville où il crée un moutier, avant de repartir pour Valognes. Il est ordonné prêtre en 870 par l'évêque de Coutances. Il est assassiné en 884.

### Moyen Âge
En 1022, Richard II, duc de Normandie donne la baronnie de Saint-Pair, dont Donville fait partie, aux moines du Mont-Saint-Michel. L'administration du fief de Donville est confiée à un seigneur qui reste vassal des abbés du Mont. La vavassorie est un temps confiée aux dames de l'abbaye Blanche de Mortain. Les seigneurs de Donville n'ont jamais résidé dans leur fief, il n'y existe donc aucun château.

### Révolution française
La paroisse de Donville compte 220 feux en 1789. Donville subit plusieurs maux : épidémies de peste, violent incendie détruisant tout un quartier en 1786, siège de Granville en 1793 par les royalistes vendéens menés par La Roche Jacquelein.

### Passé industriel

#### Usines Dior
Fondée en 1832, Louis Dior implante dans les années 1870 une usine de fertilisants sur un terrain de dix hectares dans la vallée du Boscq, à cheval sur les communes de Donville et Granville. Au départ affectée à la production de superphosphates et à la transformation du noir animal, elle produit ensuite des engrais, de l'acide nitrique et sulfurique puis des formulations de litières pour animaux. Après la crise de 1929, la Société anonyme des usines Dior est vendue par la famille et porte le nom de Sofo (Société des fertilisants de l'Ouest) en 1958 puis de Soferti, filiale GPN-Grande paroisse, à partir de 1988, jusqu'à la fin de son activité le 13 février 2007. L'usine de Donville a compté jusqu'à 500 ouvriers. La cessation d'activité fut progressive, de 1998 jusque dans le courant des années 2000. Des mesures conservatoires de protection des rivières et des nappes ont été prises durant le démantèlement qui dura jusqu'en 2009.

#### Carrière Norais
Une carrière a été exploitée dans la falaise morte entre 1945 et le milieu des années 1980. Le site est classé zone naturelle d'intérêt écologique, faunistique et floristique depuis 1999.

### Station balnéaire

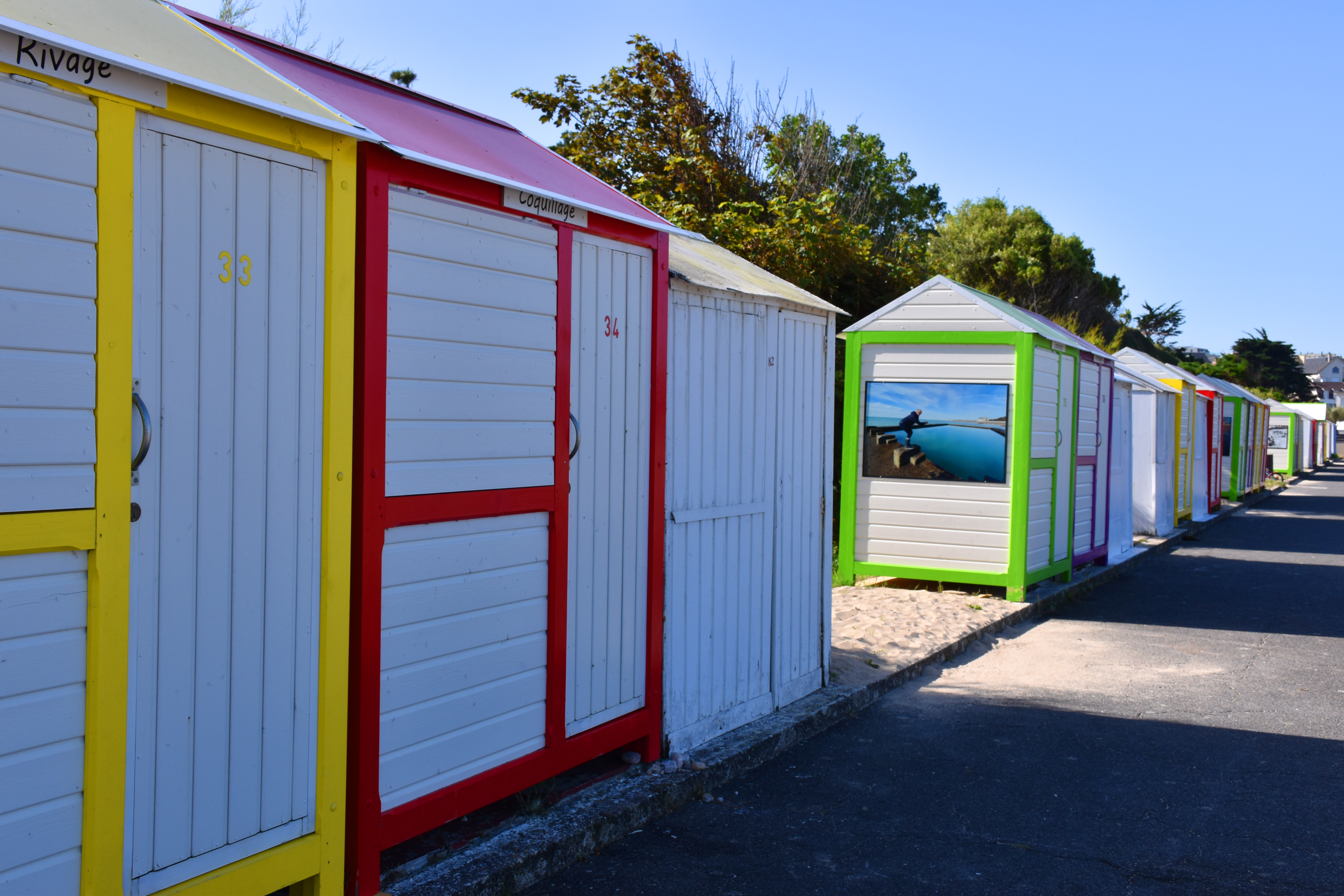
Les cabines de la plage de Donville-les-Bains.

La commune a été classée officiellement station balnéaire le 12 juillet 1962.
Deux établissements furent construits, au XXe siècle, en bordure de plage : l'Ermitage, hôtel de standing, transformé aujourd'hui en résidence avec appartements privés, et la Potinière, un restaurant avec piste de danse.

## Héraldique
| Blason de Donville-les-Bains | Blason  | De gueules au cheval mariné d'or surmonté d'un soleil de huit rais droits du même. |
| Blason de Donville-les-Bains | Détails | Le blason de la commune est visible sur le fronton de l'ancienne mairie.           |

## Politique et administration
La commune de Donville-les-Bains appartient au canton de Granville et à l'arrondissement d'Avranches. Elle est rattachée au tribunal d'instance et au conseil des prud'hommes d'Avranches, aux tribunaux de commerce et de grande instance de Coutances et à la cour d'appel de Caen.
Donville-les-Bains fait partie de la communauté de communes de Granville, Terre et Mer depuis sa création par fusion en 2014. Elle faisait partie auparavant de la communauté de communes du Pays granvillais là aussi depuis sa création en 1997.

### Administration municipale
Le conseil municipal est composé de vingt-trois membres dont le maire et six adjoints.

## Population et société

### Démographie

#### Évolution démographique
L'évolution du nombre d'habitants est connue à travers les recensements de la population effectués dans la commune depuis 1793. Pour les communes de moins de 10 000 habitants, une enquête de recensement portant sur toute la population est réalisée tous les cinq ans, les populations de référence des années intermédiaires étant quant à elles estimées par interpolation ou extrapolation. Pour la commune, le premier recensement exhaustif entrant dans le cadre du nouveau dispositif a été réalisé en 2005.
En 2022, la commune comptait 3 133 habitants, en évolution de −0,98 % par rapport à 2016 (Manche : −0,31 %, France hors Mayotte : +2,11 %).
Donville-les-Bains a compté jusqu'à 3 495 habitants en 1975.
| 1793 | 1800 | 1806 | 1821 | 1831 | 1836 | 1841 | 1846  | 1851  |
| ---- | ---- | ---- | ---- | ---- | ---- | ---- | ----- | ----- |
| 582  | 461  | 696  | 580  | 715  | 795  | 907  | 1 049 | 1 095 |

| 1856  | 1861 | 1866 | 1872 | 1876 | 1881 | 1886 | 1891 | 1896 |
| ----- | ---- | ---- | ---- | ---- | ---- | ---- | ---- | ---- |
| 1 244 | 836  | 820  | 893  | 806  | 887  | 846  | 797  | 839  |

| 1901 | 1906 | 1911  | 1921  | 1926  | 1931  | 1936  | 1946  | 1954  |
| ---- | ---- | ----- | ----- | ----- | ----- | ----- | ----- | ----- |
| 990  | 956  | 1 115 | 1 256 | 1 357 | 1 434 | 1 582 | 2 460 | 2 356 |

| 1962  | 1968  | 1975  | 1982  | 1990  | 1999  | 2005  | 2006  | 2010  |
| ----- | ----- | ----- | ----- | ----- | ----- | ----- | ----- | ----- |
| 3 029 | 3 419 | 3 495 | 3 215 | 3 199 | 3 351 | 3 301 | 3 309 | 3 242 |

| 2015  | 2020  | 2022  | - | - | - | - | - | - |
| ----- | ----- | ----- | - | - | - | - | - | - |
| 3 152 | 3 081 | 3 133 | - | - | - | - | - | - |

#### Pyramide des âges
La population de la commune est relativement âgée.
En 2018, le taux de personnes d'un âge inférieur à 30 ans s'élève à 23,3 %, soit en dessous de la moyenne départementale (31,2 %). À l'inverse, le taux de personnes d'âge supérieur à 60 ans est de 46,0 % la même année, alors qu'il est de 31,6 % au niveau départemental.
En 2018, la commune comptait 1 426 hommes pour 1 712 femmes, soit un taux de 54,56 % de femmes, largement supérieur au taux départemental (51,21 %).
Les pyramides des âges de la commune et du département s'établissent comme suit.
| Hommes | Classe d’âge | Femmes |
| ------ | ------------ | ------ |
| 1,4    | 90 ou +      | 2,6    |
| 12,6   | 75-89 ans    | 15,7   |
| 28,0   | 60-74 ans    | 31,1   |
| 19,3   | 45-59 ans    | 19,4   |
| 11,9   | 30-44 ans    | 10,8   |
| 13,0   | 15-29 ans    | 10,1   |
| 13,8   | 0-14 ans     | 10,3   |

| Hommes | Classe d’âge | Femmes |
| ------ | ------------ | ------ |
| 1      | 90 ou +      | 2,6    |
| 8,8    | 75-89 ans    | 12,1   |
| 20,3   | 60-74 ans    | 20,8   |
| 20,7   | 45-59 ans    | 19,8   |
| 17     | 30-44 ans    | 15,9   |
| 15,5   | 15-29 ans    | 13,4   |
| 16,7   | 0-14 ans     | 15,4   |

### Enseignement
Le groupe scolaire Levaufre (école maternelle et primaire) accueille les élèves de la commune (trois classes en maternelle et sept en élémentaire).

### Services publics
Depuis 1962, Donville-les-Bains abrite la base hélicoptère de la Sécurité civile Dragon 50, dont le rayon d'action s'étend de l'île de Bréhat jusqu'à Caen. L'hélicoptère (un EC 145 qui a succédé en 2004 à l'Alouette III) assure des missions de sécurité du littoral (en baie du Mont Saint-Michel), de recherche et sauvetage en mer et de transports et d'évacuations sanitaires, notamment vers le CHU de Caen. L'hélisurface accueille occasionnellement des hélicoptères de passage (Marine, EDF, etc.).
Un bureau de poste est installé sur le territoire de la commune. La commune dispose d'une police municipale. La sécurité publique est assurée par la circonscription de police de Granville.

### Santé
L'hôpital le plus proche est l'hôpital de Granville. Plusieurs professionnels de santé sont installés sur la commune : trois médecins généralistes, deux pharmacies, neuf infirmiers et six masseurs-kinésithérapeutes.

## Économie
Donville est intégrée par l’Insee au bassin d'emploi de Granville.
En 2010, le revenu fiscal médian par ménage était de 26 060 €.

### Mytiliculture
La mytiliculture est présente sur l'estran au nord de l'Ermitage depuis les années 1960. De nombreux bouchots y sont visibles à marée basse. Le secteur de Donville-Bréville regroupe au total 16 km de moulières (pour onze concessionnaires).

### Tourisme
Donville-les-Bains est dénommé « commune touristique » depuis octobre 2009.
Un centre de remise en forme, un hôtel de 76 chambres ainsi qu'un restaurant de 125 couverts ont ouvert fin mars 2013 sur une partie l'emprise de l'actuel terrain de camping et de l'ancien bowling.
Les communes de Granville et Donville-les-Bains proposent aux touristes un terrain de camping intercommunal trois étoiles (350 emplacements sur six hectares), à proximité directe de la plage. Des cabines de bain en bordure de plage peuvent être louées à la mairie durant la saison estivale (mi-juin à fin septembre).

## Lieux et monuments

### Église Saint-Clair
La présence d'une église sur le site du moutier de Saint-Clair est attestée dès le XIIe siècle. Des fouilles archéologiques laissent supposer une implantation sur un site gallo-romain préexistant, ce qui expliquerait l'orientation nord-sud de cette église, cas assez rare dans la Manche.
L'église actuelle a été achevée en 1836, à l'issue d'une période de travaux d'agrandissement et de reconstruction qui dura sept ans. Elle n'accueille plus de cérémonies religieuses depuis 1959 mais reste ouverte quelques jours dans l'année, pour accueillir des concerts ou des conférences. Une association, Les Amis de l'église Saint-Clair, veille à la protection de cette petite église du bord de mer. Elle est composée d'une longue nef et d'un clocher latéral, et abrite les statues éducation de la Vierge et sainte Emérentienne (XVIIIe), un retable (XVIIe), une verrière de Duhamel-Marette d'Évreux.

### Fontaine Saint-Clair
La fontaine est située à proximité de l'église Saint-Clair. Selon la tradition, saint Clair y serait venu prier.

### La Pierre Aiguë

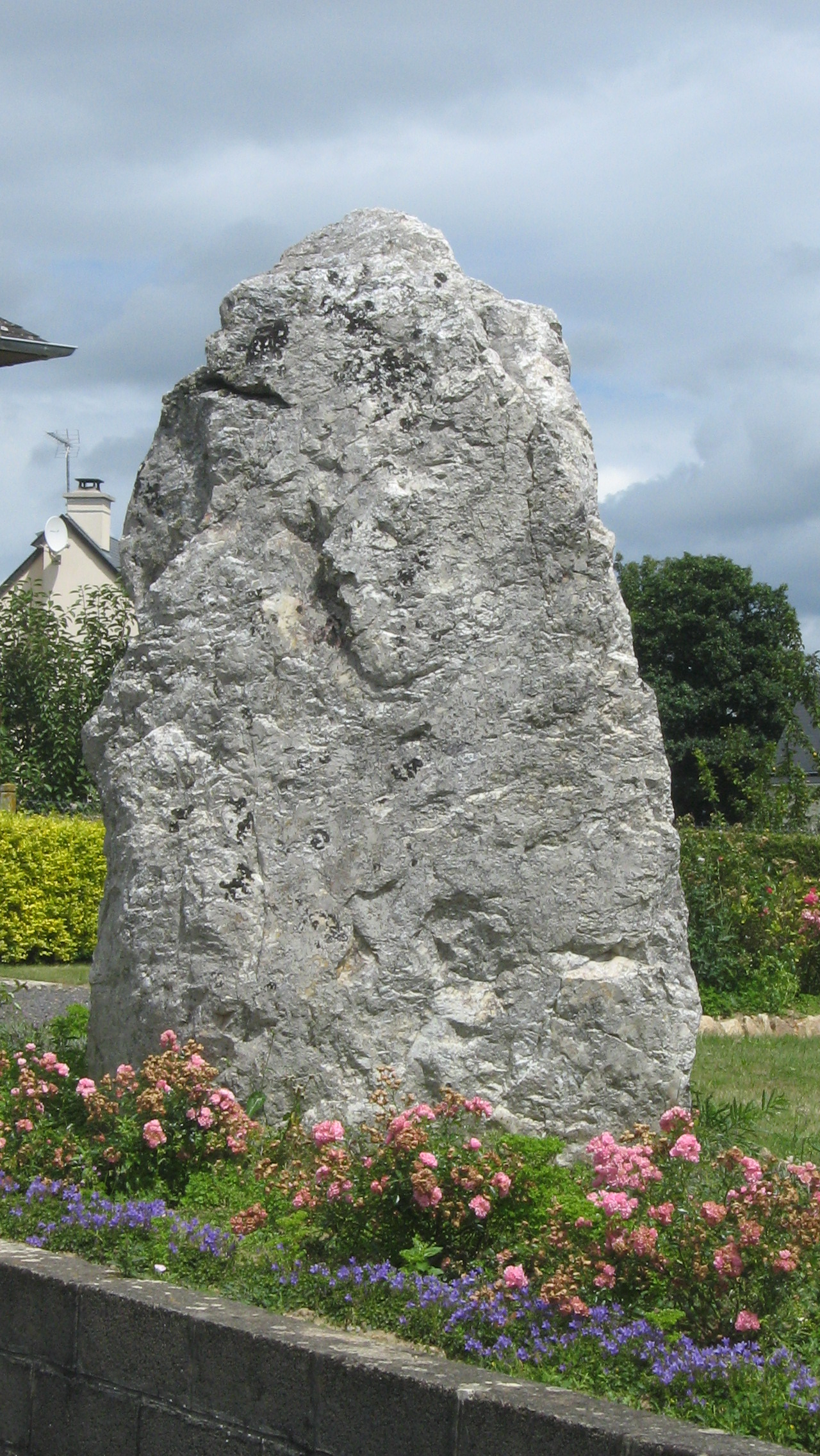
La Pierre Aiguë.

La Pierre Aigüe. Visible depuis la route de Longueville, cette pierre, située dans une propriété privée, dont la pointe a la forme d’un fer de lance, est le monument remarquable le plus ancien de la commune. Plusieurs hypothèses ont été avancées à son sujet. Il pourrait s’agir d’un menhir ou bien d’une ancienne borne milliaire, à moins tout simplement qu’elle ne doive sa forme au hasard et à l’érosion.

### Autres monuments
- Croix de cimetière (XVIIe siècle), calvaire (XIXe siècle)[53].
- Anciennes pêcheries.
- Église moderne Notre-Dame-de-Lourdes construite en 1958[53].

## Activité culturelle, labels et manifestations

### Culture
La commune dispose d'une bibliothèque municipale (installée dans l'ancienne mairie) et d'une salle des fêtes.

### Jumelages
Donville est jumelée depuis le 16 mai 2010 avec la commune alsacienne de Fellering (Haut-Rhin).

### Sports
- Donville-les-Bains est la commune d'arrivée de la randonnée bleue et verte[56], organisée par l'amicale des écoles publiques de Donville. Depuis 1992, cette randonnée annuelle de notoriété régionale permet à 3 000 randonneurs de marcher du mont Saint-Michel à Donville, sur une distance de 44 km, comprenant la traversée de la baie du Mont-Saint-Michel. Cette randonnée a lieu en général au mois de mai.
- Piscine submersible de pleine mer surveillée durant la saison estivale.
- Une station voile de la FFV permet l'initiation et la pratique de la voile.
- Présence sur la commune d'une salle multisports datant de 1995.
- L'Union sportive des Mouettes donvillaises fait évoluer deux équipes de football en divisions de district[57].
- Plusieurs clubs sportifs (gymnastique, basket-ball, moto, tir à l'arc, tennis de table, pétanque, badminton, etc.).

### Label
La commune est un village fleuri (trois fleurs) au concours des villes et villages fleuris.

### Manifestations
Début août, la cavalcade d'été voit les chars du carnaval de Granville ressortir et descendre, en musique et sous les confettis, la route de Coutances, du château d'eau jusqu'au rond-point de la gare.

### Lieux de culte
- Église Saint-Clair. Cette église n'est désormais plus affectée au culte. Elle accueille parfois quelques manifestations culturelles (concerts, conférences) et est ouverte quelques rares journées dans l'année.
- Église Notre-Dame-de-Lourdes. Elle est aujourd'hui rattachée à la nouvelle paroisse Saint-Clément du doyenné du Pays de Granville-Villedieu[59].

## Personnalités liées à la commune

### Naissances
- Denis-François Le Mengnonnet (1723-1809), fondateur d'une double dynastie de négociants-armateurs et de maires de Granville.
- Claude Leteurtre (1940), homme politique.
- Philippe Jacquin (1942-2002), historien, ethnologue et anthropologue.
- Bernard Chenez (1946), dessinateur de presse.

### Décès
- Edmond-Adolphe Rudaux (1840-1908), peintre, graveur et illustrateur des grands auteurs du XIXe siècle, père de Lucien Rudaux.
- Stanislas Dadu (1885-1971), homme politique.

### Autres

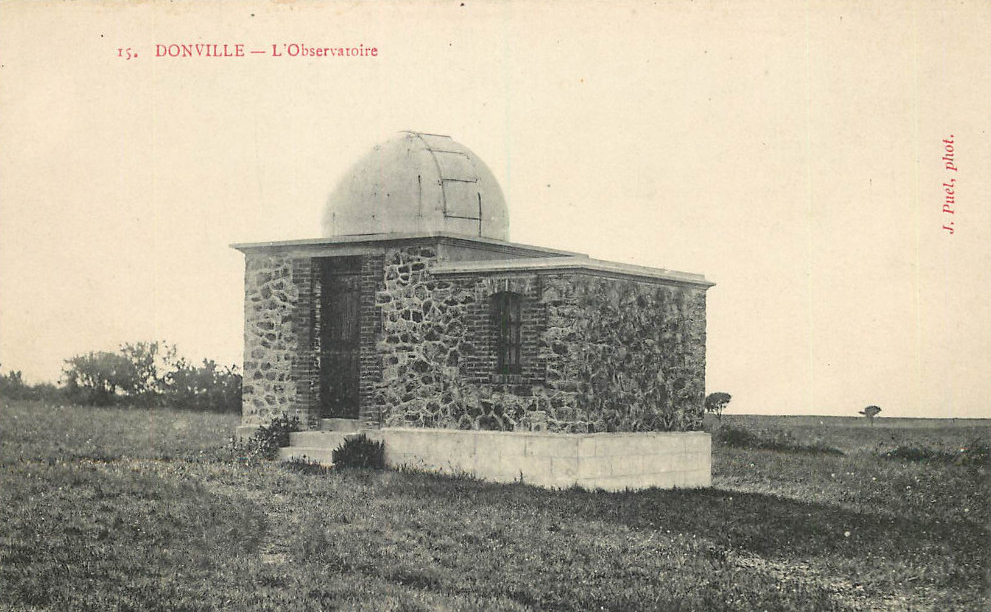
L'observatoire de Donville-les-Bains, d'abord transformé en habitation, a été détruit en 2021.

- Louis Dior (1812-1874), créateur dans la vallée du Boscq d'une usine de fertilisants[53].
- Lucien Rudaux (1874-1947), astronome, créateur et animateur du petit observatoire de Donville, fils du peintre Edmond Rudaux (1840-1908).
- Jean-François Kahn (1938-2025), journaliste, essayiste, résident secondaire de 2014 à sa mort.
- Georges Fleury (1939), écrivain, résident.
- Lloyd Mondory (1982), coureur cycliste, résident.